# Papilio chitondensis
Papilio chitondensis is een vlinder uit de familie van de pages (Papilionidae). De wetenschappelijke naam van de soort is voor het eerst geldig gepubliceerd door Bivar de Sousa & Fernandes in 1966.